# 渡良瀬橋 (日光市)
渡良瀬橋（わたらせばし）は、栃木県日光市の足尾地区渡良瀬（橋の竣工時は、栃木県上都賀郡足尾町渡良瀬）にある、渡良瀬川に架かる橋。

## 概要
大正初期には既に存在し、当初は一部木製の馬車鉄道の通る鉄橋だったという。その後数度改修などが行われ、2007年現在架かっているのは、1935年に鋼鉄部分をそのまま鉄筋とする形で改修されたコンクリートアーチ橋である。なお、1998年、老朽化などのためすぐ隣に新渡良瀬橋が架けられて自動車はそちらを通るようになり、元の渡良瀬橋は自転車·歩行者専用橋になった。